# Anaxagorea brevipes
Anaxagorea brevipes är en kirimojaväxtart som beskrevs av George Bentham. Anaxagorea brevipes ingår i släktet Anaxagorea och familjen kirimojaväxter. Inga underarter finns listade i Catalogue of Life.